# Kernenried
Kernenried é uma comuna da Suíça, situada no distrito administrativo de Emmental, no cantão de Berna. Tem 3,3 km² de área e sua população em 2018 foi estimada em 553 habitantes.